# Johann Michael Fischer (Baumeister)

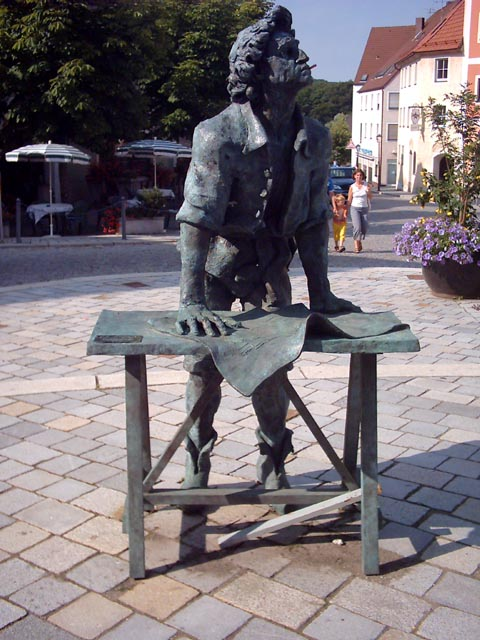
Fischer-Standbild in Burglengenfeld

Johann Michael Fischer (* 18. Februar 1692 in Burglengenfeld; † 6. Mai 1766 in München) war einer der bedeutendsten Baumeister des süddeutschen Barock. Zu seinen Hauptwerken gehören die Klosterkirchen St. Anna in München-Lehel, St. Mariä Himmelfahrt in Dießen am Ammersee, St. Michael in München-Berg am Laim, St. Mariä Geburt in Zwiefalten, St. Alexander und Theodor in Ottobeuren sowie St. Marinus und Anianus in Rott am Inn.

## Leben

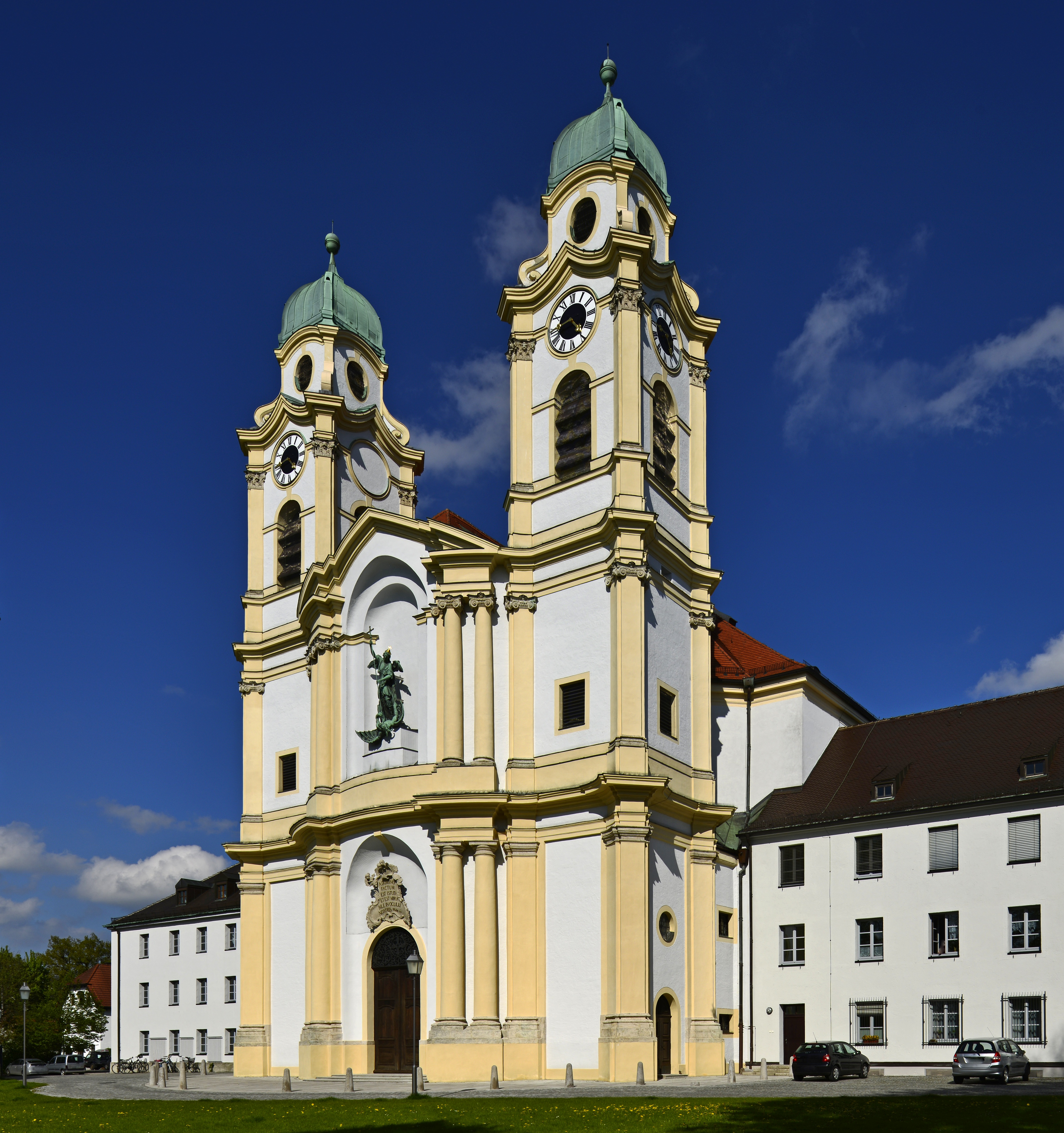
St. Michael, München-Berg am Laim

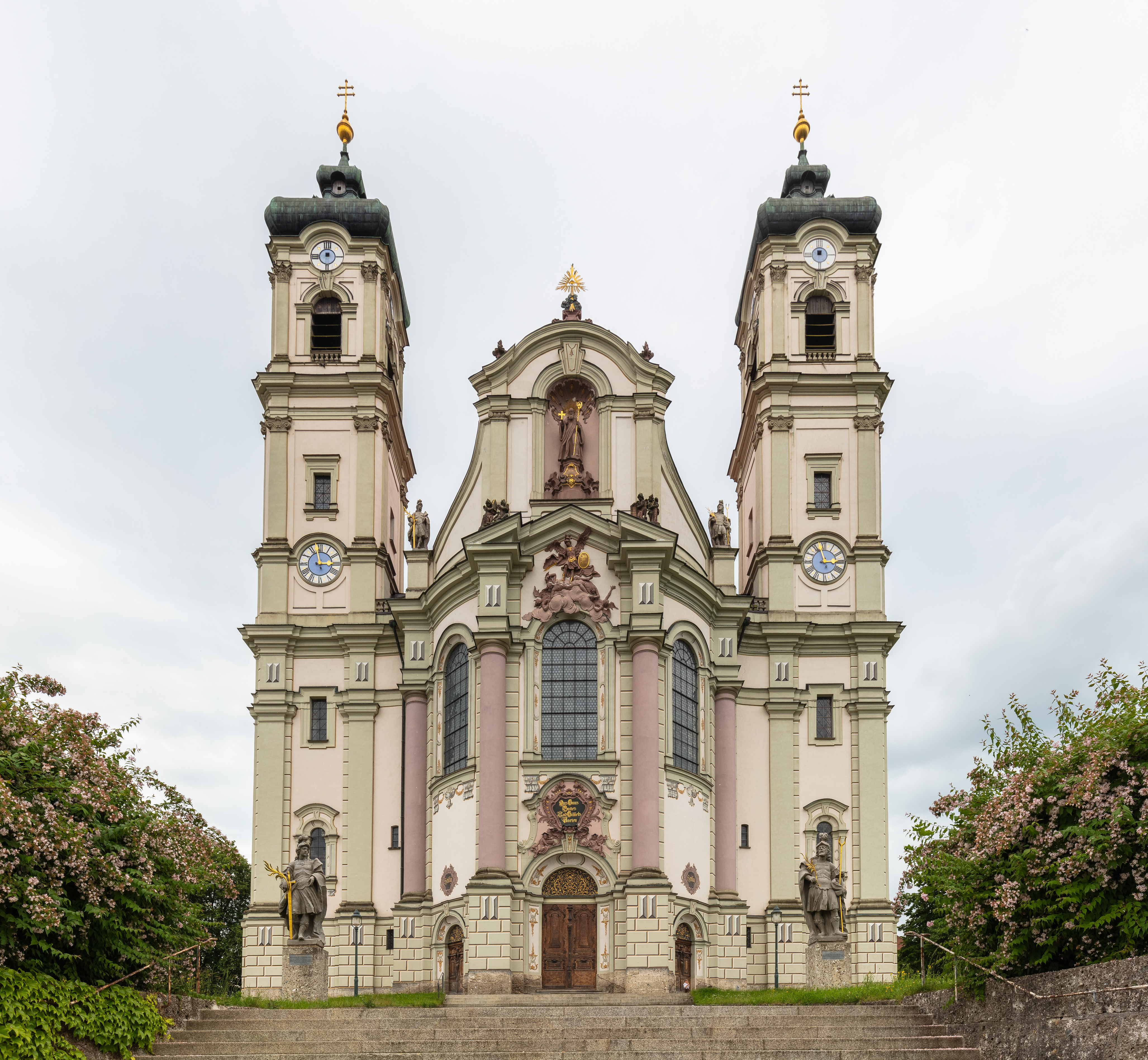
St. Alexander und Theodor, Ottobeuren

Fischer war der Sohn eines angesehenen Stadtmaurermeisters aus dem oberpfälzischen Burglengenfeld. Nach 1712 verbrachte er Lehrjahre in Böhmen, Mähren und Österreich. Seine Ausbildung in Böhmen machte ihn mit den Möglichkeiten der kurvierten Architektur bekannt, die in seinem Werk immer wieder anklingen, doch mit der spezifisch süddeutsch-bayerischen Tradition in Einklang gebracht wurden. Vor allem im Frühwerk sind diese Stilmerkmale zu beobachten. Neben den böhmischen Wurzeln ist auch der Einfluss von Giovanni Antonio Viscardi in den spätbarocken Zentralräumen von Johann Michael Fischer zu spüren.
1718 ließ er sich in München nieder. Er wurde Parlier von Johann Mayr, mit dem er unter anderem 1721 die große Pferdestallung mit Dienerwohnungen beim Jagdschloss Lichtenberg am Lech errichtete. 1723 kaufte er das Meisterrecht von der Witwe eines verstorbenen Maurermeisters. Durch die Heirat mit Johann Mayrs Tochter 1725 konnte er sich als Zugewanderter endgültig innerhalb der Zunft etablieren. Die ersten Bauwerke in Schärding, Deggendorf und Niederalteich, zu denen 1725 die Pfarrkirche von Kirchham kam, waren für den Geistlichen Rat in München genügend Referenzen, um Fischer dem Prämonstratenserabt von Osterhofen für den Neubau der Stiftskirche zu empfehlen. 1726 bis 1729 baute Fischer die Kirche St. Anna im Lehel und 1732 bis 1741 entstand die neue Stiftskirche des Augustiner-Chorherrenstifts in Dießen am Ammersee. Besonders die Klosterkirche St. Anna im Lehel markiert den Umbruch vom Spätbarock zum Rokoko.
Zwischen 1735 und 1739 baute Fischer dann seine drei Meisterwerke europäischer Sakralbaukunst, die Augustinerkirche in Ingolstadt, die Wallfahrtskirche Aufhausen und St. Michael in Berg am Laim. Alle drei sind Zentralräume auf dem Grundriss eines ungleichschenkligen Oktogons.
Später baute der mittlerweile als Kirchenbauspezialist geltende Fischer die Stiftskirchen von Münster Zwiefalten und Ottobeuren, danach  entstehen noch Benediktbeuern, Wiblingen, Schäftlarn und zuletzt Rott am Inn und Altomünster. Die Klosterkirche von Ottobeuren stellt einen besonderen Höhepunkt in Fischers Werk dar, obgleich er, wie öfter in seinem Werk, durch bereits gelegte Fundamente an einen bestimmten, recht konventionellen Grundriss gebunden war. Im Laufe seines Schaffens wurde er zum bayerischen Hofbaumeister und kurkölnischen Baumeister ernannt. Sein Grab befindet sich an der Südwand der Frauenkirche in München.
Bestimmend in Fischers Werk waren festgelegte Bautypen, die er ständig neu interpretierte und variierte. Für den Zentralbau ist an erster Stelle das Arkadenoktogon, oder Oktogon mit ungleichen Seiten, zu nennen, für den Längsbau die traditionelle Wandpfeilerkirche süddeutscher Bauart. Überragend sind vor allem die Prospektwirkungen, die Fischer teils durch die Kombination unterschiedlicher, oft sehr heterogener Bauteile erzielte. Eine besondere Charaktereigenschaft von Fischer war die sehr tektonisch ausgerichtete Verwendung der Säulen- und Pilasterordnung im Gegensatz zu vielen seiner Zeitgenossen, insbesondere Dominikus Zimmermann, der die Ordnung viel ornamentaler einsetzte. Fischers Säulen und Pilaster scheinen wirklich etwas zu tragen und geben dem Bau Struktur und Festigkeit. Über durchgehende Gesimse verband Fischer häufig die Bogenanfänge von Nischen, Fenstern und Portalen mit dem Gebälk. Fast alle Bauten Fischers sind in Zusammenarbeit mit berühmten Ausstattungskünstlern entstanden (Cosmas Damian und Egid Quirin Asam, Johann Joseph Christian, Johann Michael Feuchtmayer, Matthäus Günther, Ignaz Günther, Franz Joseph Spiegler, Johann Baptist Straub, Johann Baptist Zimmermann). Zu den Schülern Fischers gehören Balthasar Trischberger und Leonhard Matthäus Gießl.
Fischers Büste fand Aufstellung in der Ruhmeshalle in München. Nach ihm wurde das Johann-Michael-Fischer-Gymnasium in Burglengenfeld benannt, das seit 1968 besteht. Am Rathaus seiner Geburtsstadt befindet sich eine Gedenktafel: „Der große Kirchenbaumeister des bayerischen Spätbarock, Johann Michael Fischer, wurde 1692 zu Burglengenfeld geboren. Er starb 1766 zu München.“

## Werke
- 1723–1727: Turm der Heiliggrabkirche Deggendorf
- 1724–1727: Umbau von Chor und Sakristei der Abteikirche Niederaltaich
- 1727/28:00 Neugestaltung der Kirche von Kloster Altenmarkt bei Osterhofen
- 1727:–1900 Umbau der Kirche von Kloster Rinchnach
- 1727–1733: Klosterkirche St. Anna im Lehel
- 1731–1733: Klosteranlage von Kloster Niederviehbach bei Landshut
- 1730–1731: Pfarrkirche von Unering
- 1731–1733: Pfarrkirche St. Johann Baptist in Bergkirchen
- 1732–1739: Neubau der Stiftskirche vom Marienmünster Dießen in Dießen am Ammersee
- 1736:–1740 Augustinerkirche in Ingolstadt – wurde am 9. April 1945 bei einem Luftangriff zerstört und danach abgerissen
- 1736–1746: Stifts- und Wallfahrtskirche Maria Schnee in Aufhausen
- 1737–1751: Kirche St. Michael in Berg am Laim
- 1740–1745: Klosterkirche von Kloster Fürstenzell
- 1741–1750: Abteikirche von Kloster Zwiefalten
- 1748–1760: St. Alexander und Theodor, Klosterkirche von Kloster Ottobeuren.
- 1750–1758: Anastasiakapelle der Klosterkirche von Kloster Benediktbeuern
- 1751–1753: Kuratiekirche St. Georg in Bichl
- 1750–1752: vermutliche Beteiligung am Wiederaufbau von Schloss Neuhaus am Inn
- 1752–1759: St. Rasso (Grafrath) in Grafrath
- 1755:–1900 Pfarrkirche St. Vitalis in Sigmertshausen bei Dachau
- 1755–1756: Pfarrkirche  Mariä Himmelfahrt in Bad Aibling
- 1763–1766: Klosterkirche von Kloster Altomünster
- 1764–1766: Pfarrkirche St. Clemens in Eschenlohe
- 1763–1767: Pfarrkirche Söllhuben
- 1759–1763: Pfarrkirche, ehemalige Klosterkirche St. Marinus und Anianus in Rott am Inn
- 1766–1769: Langhaus der Pfarrkirche St. Peter und Paul von Grettstadt

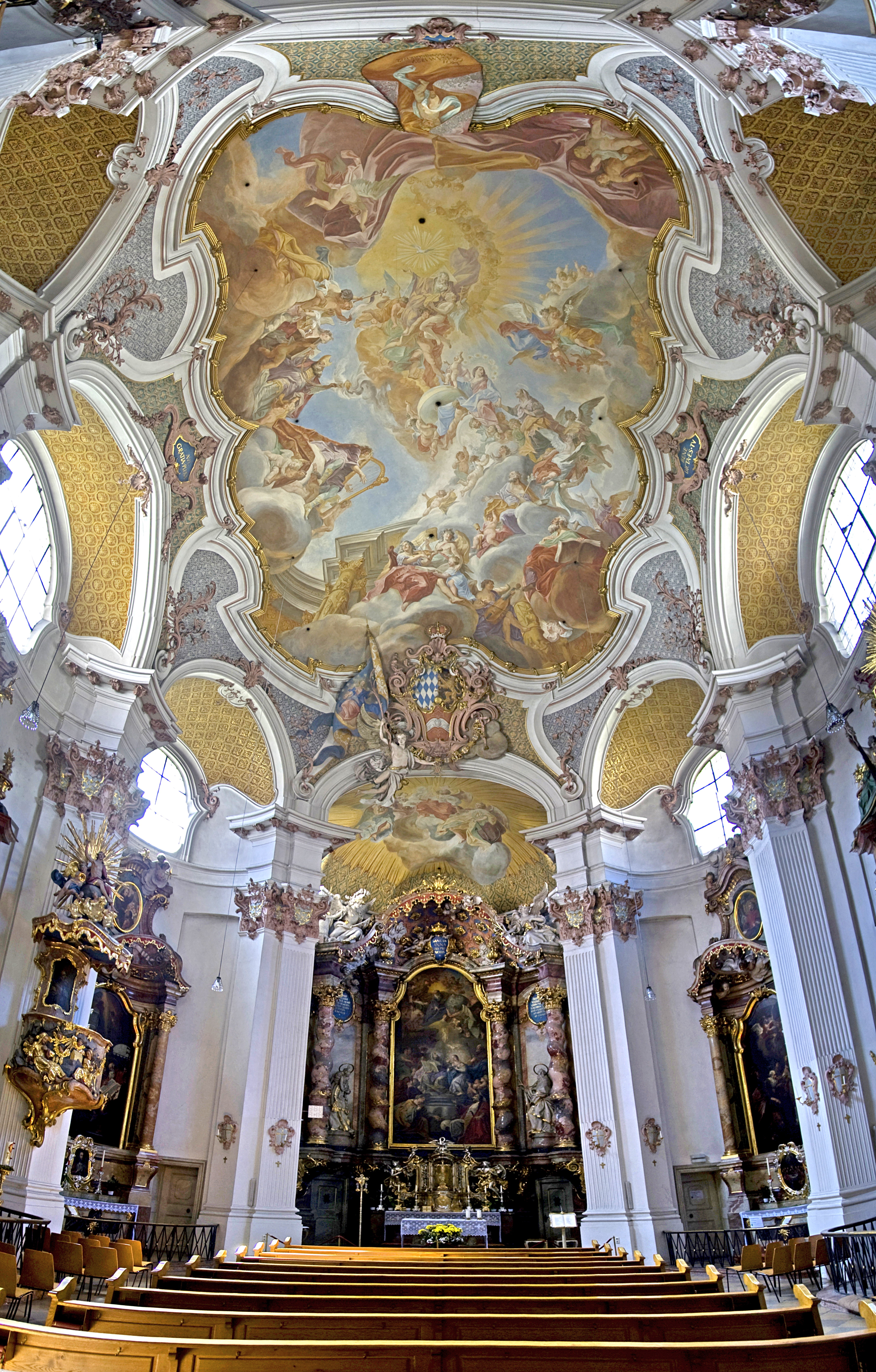
St. Anna, München-Lehel
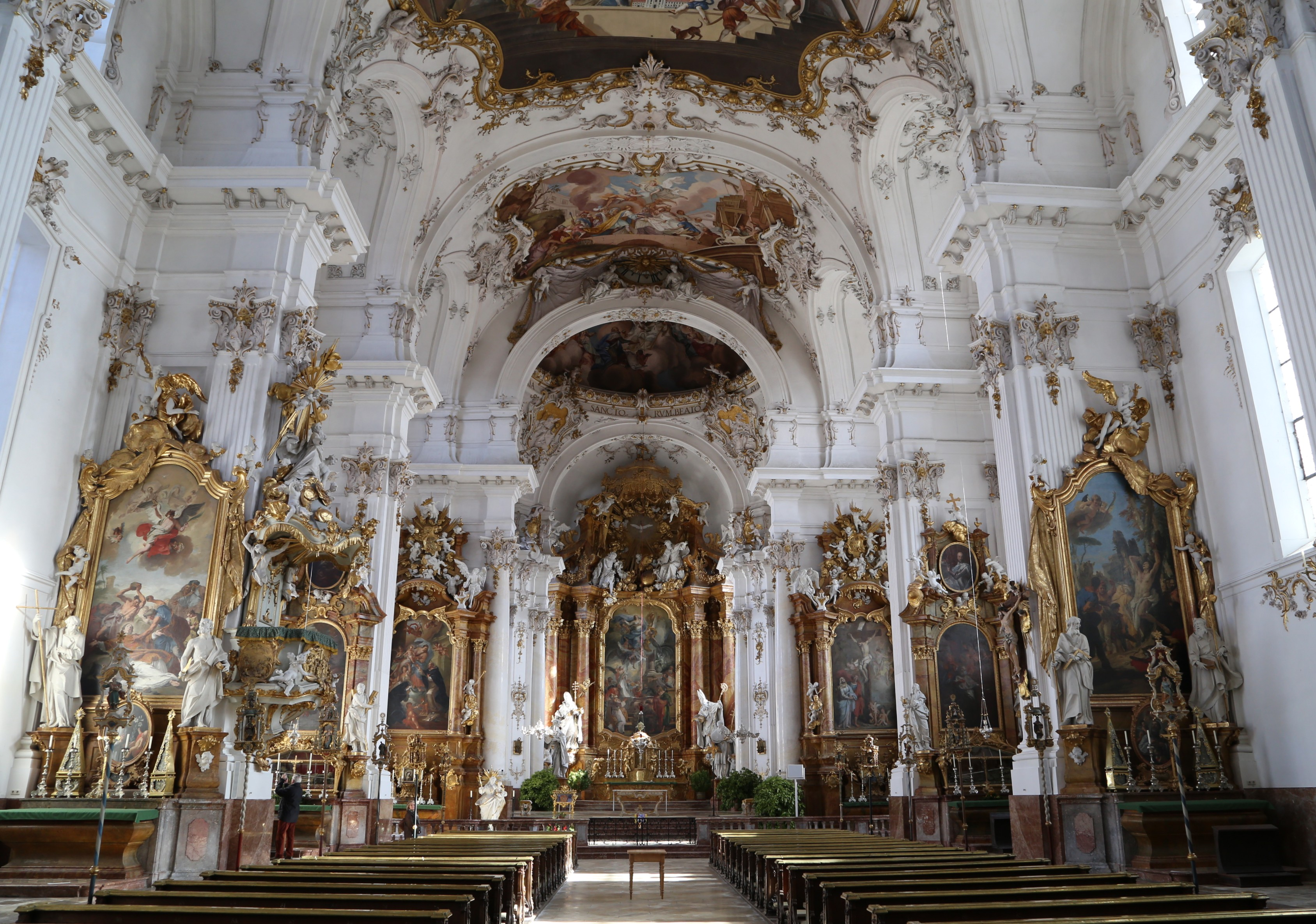
St. Mariä Himmelfahrt, Dießen am Ammersee
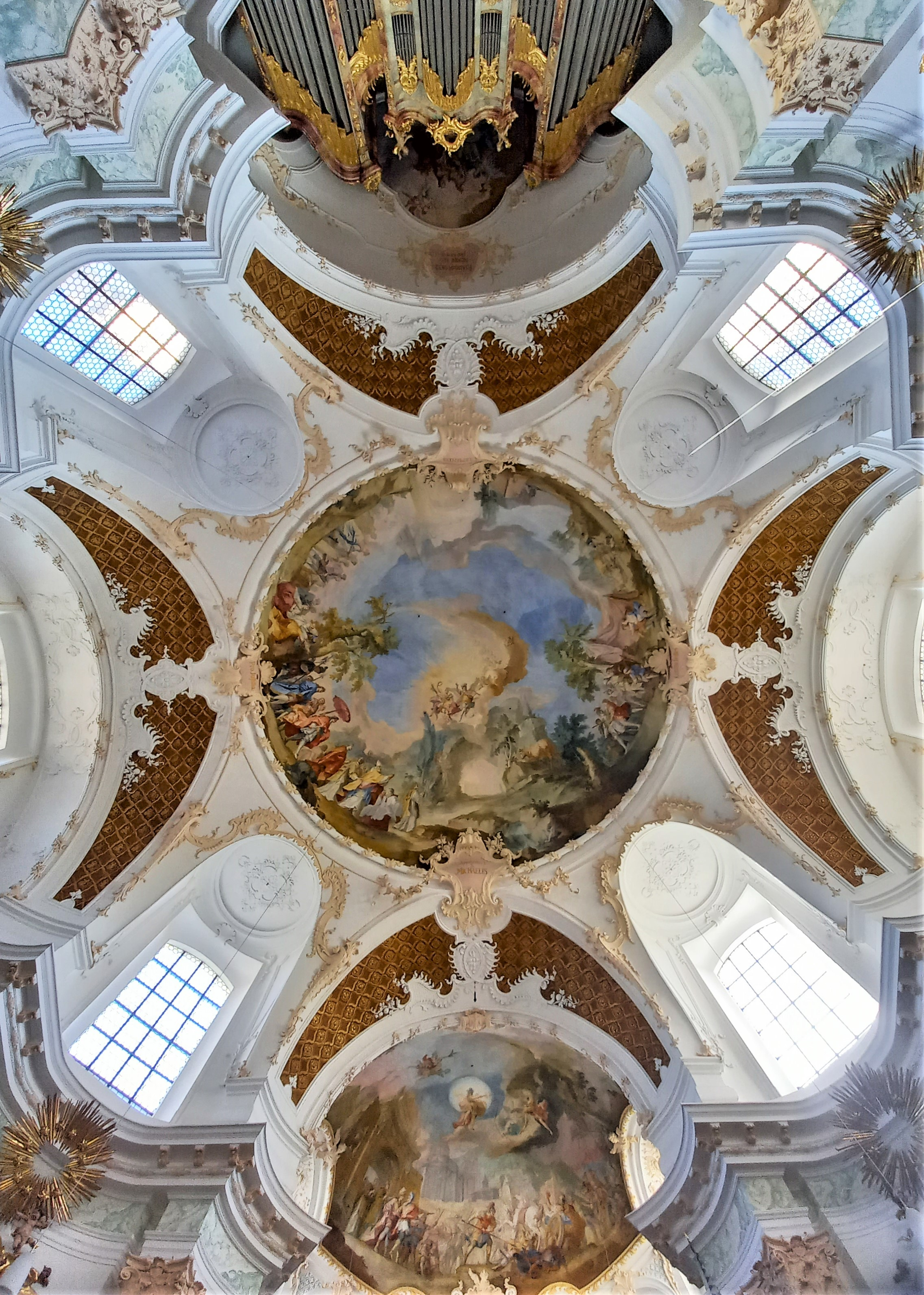
St. Michael, Berg am Laim
St. Mariä Geburt, Zwiefalten
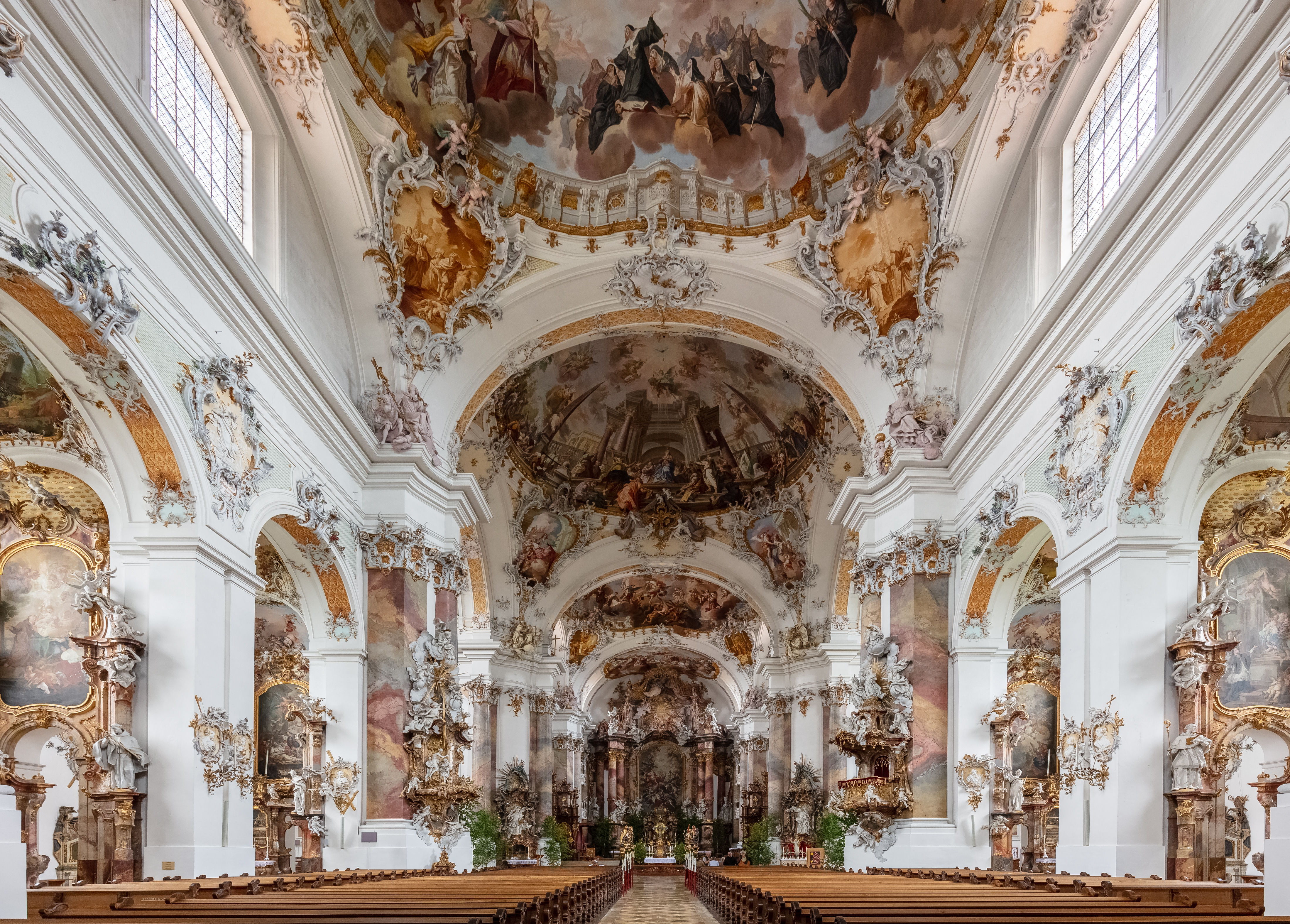
St. Alexander und Theodor, Ottobeuren
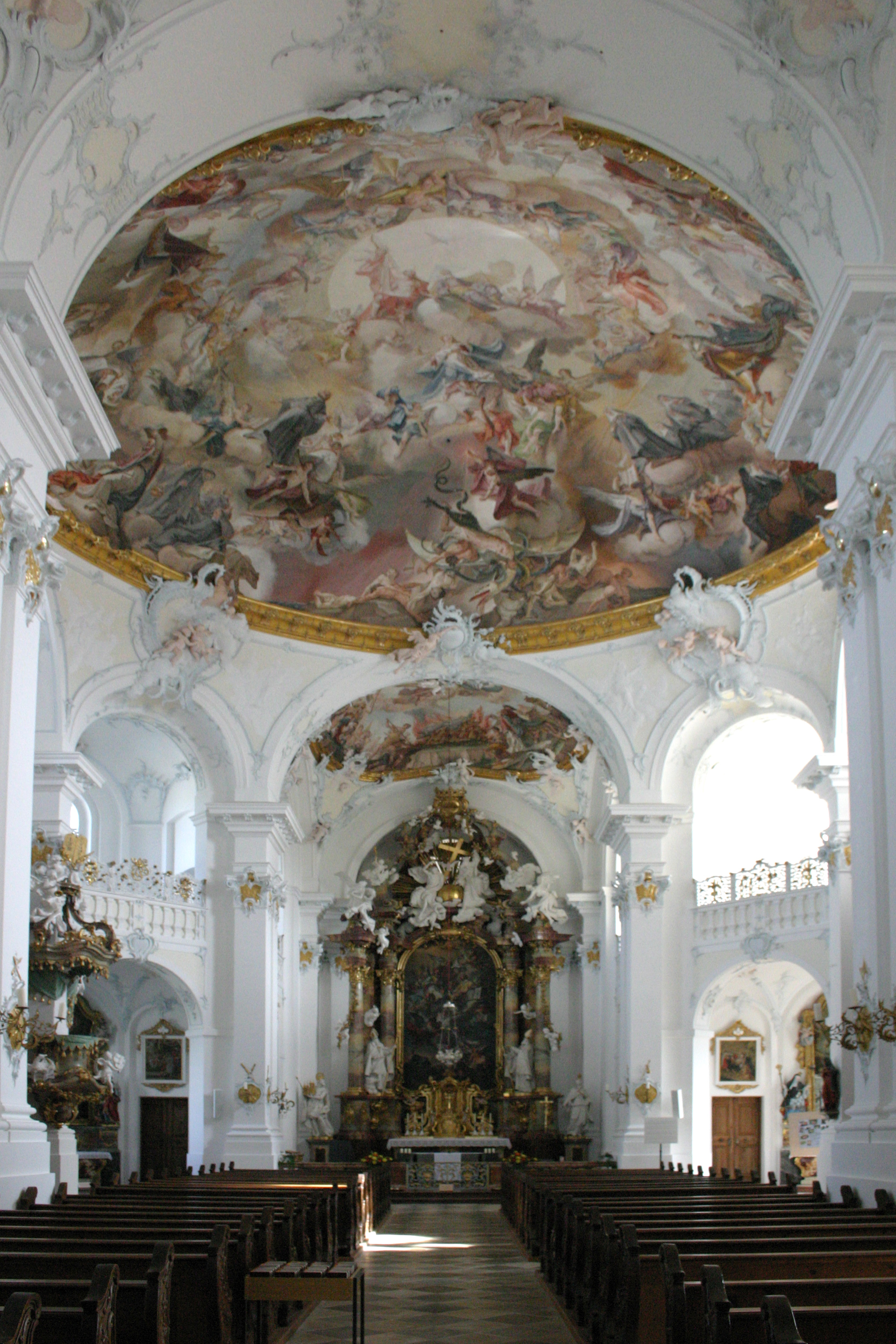
St. Marinus und Anianus, Rott am Inn